# Urera obovata
Urera obovata är en nässelväxtart som beskrevs av George Bentham. Urera obovata ingår i släktet Urera och familjen nässelväxter. Inga underarter finns listade i Catalogue of Life.